# Juan Rafael Bustillo
Juan Rafael Bustillo (San Miguel, El Salvador; 31 de enero de 1935) es un ex general salvadoreño y jefe de la Fuerza Aérea de El Salvador.

## Biografía
Sus padres fueron Juan Bustillo y Elena Toledo de Bustillo. Bustillo entró en la academia militar en 1954 y subió rápidamente desde entonces en la jerarquía de la institución hasta llegar a ser teniente coronel en 1976, coronel en 1980 y finalmente general en 1984. Al principio ocupó el cargo de Piloto Aviador del Grupo de Combate y subió correspondientemente de cargo en la fuerza aérea. Finalmente, en 1979, él se volvió comandante de la Fuerza Aérea. Fue comandante de esa rama del ejército durante casi toda la guerra civil. Como tal Bustillo tuvo mucha influencia durante ese tiempo. Finalmente se retiró en diciembre de 1989.
Estuvo involucrado, según documentos oficiales estadounidenses, en el caso Irán-Contra al permitir que se usara la parte militar del aeropuerto de Ilopango para que se transportara armas y drogas. También se le acusó de haber participado en la ejecución de seis sacerdotes jesuitas en 1989 durante esa guerra. Fue por ello acusado por crímenes de lesa humanidad y terrorismo de Estado por la Asociación Española de Derechos Humanos en 2009. También fue acusado de haber participado en la masacre de El Mozote, asesinado a la enfermera Madeleine Lagadec y por haber torturado y asesinado a profesores sindicalistas.
Actualmente está siendo procesado en El Salvador por haber participado en la masacre de El Mozote en 1981, también durante la guerra, y por haber asesinado a los seis sacerdotes jesuitas en 1989.